# 夏元雅人
夏元雅人（日语：／ Natsumoto Masato，2月9日—），日本漫畫家、插畫家。男性。出生於東京都國立市，在千葉縣成長。

## 作品列表

### 漫畫
- 魔鏡爭霸戰（日语：ガンバード）（全1冊）
- 天翔之翼 -白銀雙星譚-（日语：ミネルバトンサーガ ラゴンの復活）（原作：羅門佑人，《LOGOUT（日语：LOGOUT）》連載，全1冊）—小說版《SILVA SAGA》的續篇。
- 海底大戰爭（《Comic GAMEST（日语：コミックゲーメスト）》，全1冊）
- 格鬥天王草薙京（《霸王Magazine（日语：覇王マガジン）》、《Comic BomBom》，全4冊）—《Comic BomBom》版本未收錄單行本。
- 羅德斯島戰記 -英雄騎士傳-（《月刊少年Ace》，全6冊）
  - （《月刊少年Ace》，全3冊）
- 機動戰士鋼彈戰記 Lost War Chronicles（《鋼彈ACE》，全2冊／完全版全2冊）
- 機動戰士鋼彈外傳 宇宙、閃光的盡頭…（《鋼彈ACE》，全3冊）
- GUNDAM LEGACY（日语：GUNDAM LEGACY）（《鋼彈ACE》，劇本：Studio Orphee（日语：スタジオオルフェ），全3冊）
- 降魔傳 手天童子（原作：永井豪，《Champion RED》，全7冊）
- CHILL（日语：CHILL (漫画)）（原作：木內一雅（日语：木内一雅），《週刊Young Magazine》，全8冊）
- 機動戰士鋼彈戰記U.C.0081 -水天之淚-（《鋼彈ACE》，全4冊）
- 機動戰士鋼彈U.C.HARD GRAPH 鐵之悍馬（《鋼彈ACE》，全2冊）
- 機動戰士鋼彈0083 REBELLION（《鋼彈ACE》，已出版18冊）
- G.A.P ～轉居先不明郵便課～（日语：G.A.P 〜転居先不明郵便課〜）（原作：金子良馬，《Youngking Ours GH（日语：月刊ヤングキングアワーズGH）》，全2冊）
- TRIBAL（〈Young King（日语：ヤングキング） Comics〉，全2冊）[2]
- （原作：見野榮司（日语：見ル野栄司）、Young Maga Web，全3冊）

此外，他也為漫畫選集《ARIEL Comic》（朝日Sonorama出版／GAINAX編輯，早期筆名）和《龍虎之拳 漫畫選集》（Hobby Japan出版／FamilySoft編輯）等漫畫選集貢獻。

### 插圖
- 小說《SILVA SAGA》（原作：羅門佑人，擔任插圖）[注 1]
- 遊戲《魔鏡爭霸戰2（日语：ガンバード）》（負責人物設定）
- 遊戲《格鬥天王草薙京》（負責遊戲插圖）
- 小說《羅德斯島戰記》系列（原作：水野良，負責插畫）
- 電視動畫《蒼藍鋼鐵戰艦 -ARS NOVA-》（第4話片尾插圖）

### 畫冊
- 《Fiesta—夏元雅人自選插畫集》（1998年11月發行）ISBN 978-4881995549

## 腳註

## 外部連結
- 夏元雅人的X（前Twitter） （日語）